# IC 2502
IC 2502 је спирална галаксија у сазвјежђу Мали лав која се налази на листи објеката дубоког неба у Индекс каталогу.
Деклинација објекта је + 35° 9' 38" а ректасцензија 9h 43m 15,4s. Привидна величина (магнитуда) објекта IC 2502 износи 15,1 а фотографска магнитуда 15,9. IC 2502 је још познат и под ознакама MCG 6-22-2, PGC 27811.